# Joseph Casimir Karl von Post
Joseph Casimir Karl von Post (* 3. Mai 1803; † im 19. Jahrhundert) war ein deutscher Gutsbesitzer und Mitglied der kurhessischen Ständeversammlung.

## Leben
Joseph Casimir Karl von Post entstammte dem Schaumburger Uradelsgeschlecht Post und war ein Sohn des Freiherrn Ignaz Philipp von Post, Erbherr in Oldendorf.

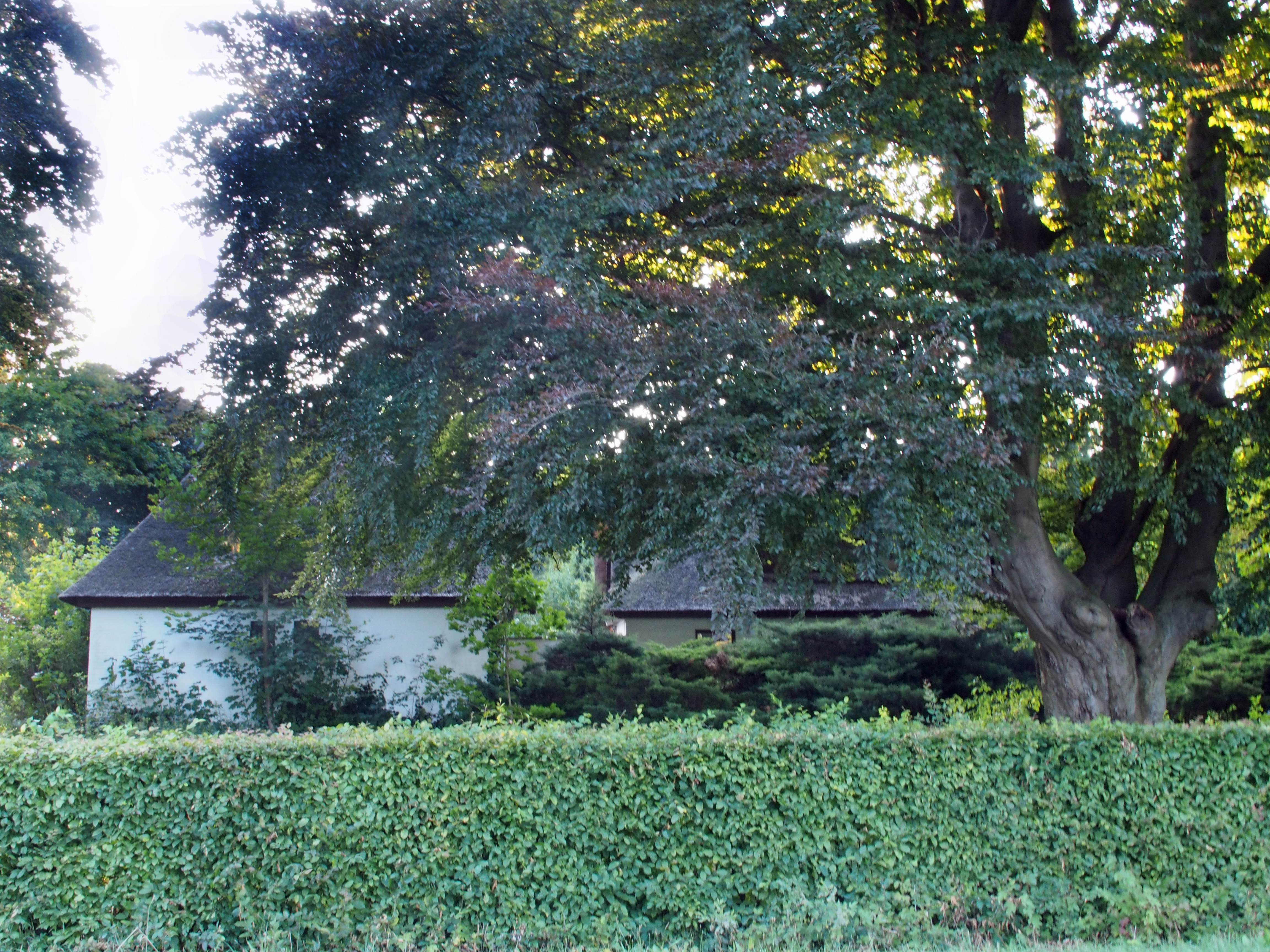
Gut Oldendorf

Er machte eine Karriere in der österreichischen Armee, die Teil des Deutschen Bundesheeres war. Dort war er zuletzt Oberst.
Von seinem Vater übernahm er das in Hermannsburg, Ortsteil von Südheide gelegene Gut Oldendorf.
In den Jahren von 182 bis 1844 hatte er ein Mandat im kurhessischen Landtag, gewählt für die schaumburgische Ritterschaft.

### Familie
Am 29. Juni 1831 heiratete er in Grusbah in Mähren
Marie Gräfin von Hardegg, * 3. Juli 1802. Aus der Ehe gingen die Kinder Marie (* 1834), Maximilian (* 1835), Wilhelmine (* 1837), Luise (* 1842) und Franziska (* 1845) hervor.